# Sant Martí de Mosqueroles
Sant Martí de Mosqueroles és una església romànica amb una nau i absis, situada al Parc Natural del Montseny en el municipi de Fogars de Montclús (Vallès Oriental) i dins del nucli de Mosqueroles. La primera menció documentada és sobre la seva consagració el 10 d'octubre de 1104, si bé va ser després d'una ampliació d'una primitiva, ja que a l'acta de consagració, el bisbe de Barcelona Berenguer li manté els béns i drets anteriors (in loco vocitato Moscheroles et antiquitus vocitata villa Insioni). És una obra inclosa a l'Inventari del Patrimoni Arquitectònic de Catalunya.

## Descripció
És un edifici de paredat, arrebossat i emblanquinada. Restes d'uns finestrals actualment tapiats. L'absis és quadrat. Planta rectangular en el qual es pot distingir pels murs i les voltes, per una nau -que sembla romànica- amb arrebossat i per les capelles que sobren als costats. L'església ha estat capgirada, és a dir que el presbiteri actual correspon a una ampliació de l'església per la part de ponent, mentre que la façana actual és a on hi havia l'absis. Prop de la façana hi ha el campanar de secció quadrada, d'un sol cos i de paredat. Té cinc obertures per a les campanes, coronades per quatre florons en els vèrtex i una bola. Té una portada d'arc rebaixat i amb carreu de granit. Té un ull de bou. La seva pica baptismal està en un nínxol sota el cor (comú, en el segle xvi, a la majora de les parròquies del Montseny). Rellotge de sol al paredat del campanar.